# Ingeldorf
Ingeldorf (Luxemburgs: Angelduerf) is een plaats in de gemeente Erpeldange en het kanton Diekirch in Luxemburg.

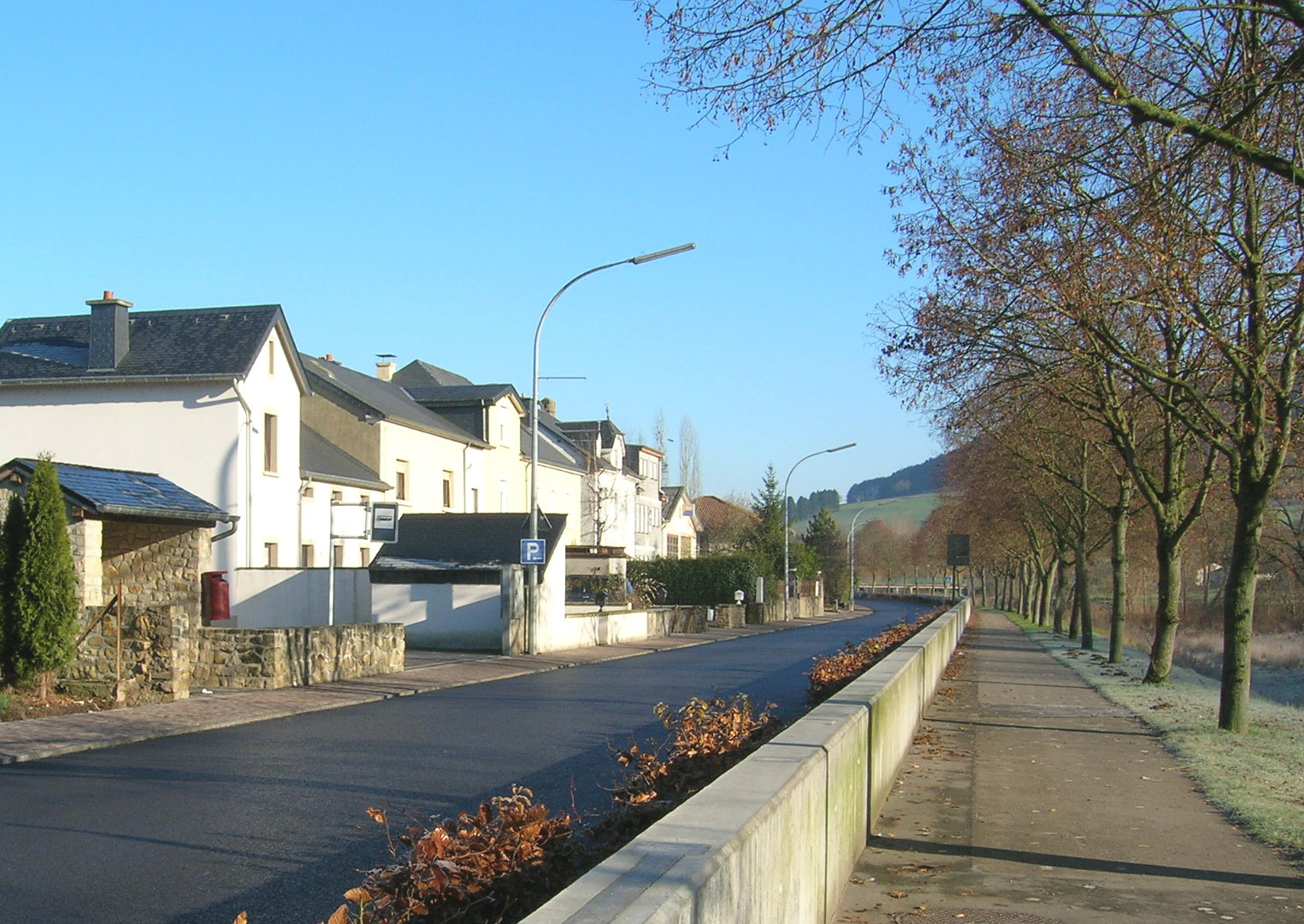
Straat in Ingeldorf

Ingeldorf telt 810 inwoners (2001).
Bürden · Erpeldange-sur-Sûre · Ingeldorf

Luxemburgse gemeenten · Kanton Diekirch · Luxemburg